# 岡崎トミ子
岡崎 トミ子（おかざき とみこ、1944年〈昭和19年〉2月16日 - 2017年〈平成29年〉3月19日）は、日本の政治家、アナウンサー。
衆議院議員（2期）、参議院議員（3期）、文部政務次官（村山内閣）、参議院総務委員長、参議院災害対策特別委員長、国家公安委員会委員長（第82代）、内閣府特命担当大臣（消費者及び食品安全、少子化対策、男女共同参画）、民主党副代表を歴任。

## 来歴
福島県福島市出身。最終学歴は、福島県立福島女子高等学校（現：福島県立橘高等学校）卒業。
福島女子高では体操部に所属し、国民体育大会に出場した。福島女子高を1962年（昭和37年）に卒業すると同時にラジオ福島に入社し、アナウンサーを務めた。
1967年に東北放送へ移籍し、「希望音楽会」「子ども音楽コンクール」「歌のない歌謡曲」「クイズみやぎ東西南北」等の教養、娯楽番組や、毎年終戦記念日の前後に放送される反戦平和がテーマの特別番組などを担当した。また東北放送では、同社労働組合の副委員長を務めた。
1990年、東北放送を退社。同年2月18日の第39回衆議院議員総選挙に日本社会党公認で旧宮城1区から立候補し、初当選した。
1993年の第40回衆議院議員総選挙で再選。
1994年、村山内閣では文部政務次官に任命された。
1996年、社会党の解党に伴い、その後継政党である社会民主党へ加わって副党首に就任するも、間もなく離党。
同年、新党さきがけを離党した菅直人や鳩山由紀夫、新進党の鳩山邦夫、元北海道知事の横路孝弘らが結成した旧民主党結党に参加し、党副代表に就任。
しかし結党直後の第41回衆議院議員総選挙では、民主党公認として宮城1区から立候補するも新進党の愛知和男に敗れ、落選。
1997年、自由民主党の市川一朗の辞職に伴う参議院宮城県選挙区補欠選挙に立候補し、参議院議員に当選（なお、市川は宮城県知事選挙に立候補したが、現職の浅野史郎に敗れ落選）。
2001年、第19回参議院議員通常選挙で再選。
2004年9月、民主党副代表に就任。
2006年3月31日、民主党代表の前原誠司が、堀江メール問題の責任をとり辞任を表明。前原の辞任に伴う代表選挙（4月7日実施）では菅直人の推薦人に名を連ねた。
2007年7月、第21回参議院議員通常選挙で3選。政権交代後は民主党宮城県連代表として、宮城県建設業協会との関係強化を深めたが、第19回宮城県知事選挙などで敗北が続いたことを受け、2009年10月30日に代表を辞任。
2010年9月の民主党代表選挙では現職・菅直人の推薦人に名を連ね、選挙対策副本部長を務め菅の再選に尽力。選挙後の内閣改造により発足した菅改造内閣で国務大臣に就任。国家公安委員会委員長、内閣府特命担当大臣（消費者及び食品安全、少子化対策、男女共同参画）に任命され、初入閣。菅再改造内閣では再任されなかった。
2011年1月、民主党副代表に就任。併せて、党中央代表選挙管理委員長に就任。
2012年12月25日に行われた民主党代表選挙では海江田万里を支持した。
2013年7月21日の第23回参議院議員通常選挙では、みんなの党の和田政宗に5,000票余り及ばず、得票数3位となり落選。
2016年2月まで民主党宮城県連の最高顧問を務めた。
2017年3月19日午前、肝機能障害により仙台市内の病院で死去。満73歳没。

## 政治活動・主張

### 問責決議案の提出
2001年3月14日、内閣総理大臣・森喜朗の問責決議案の答弁に立ち、森政権下で起きた数々の事件や問題をあげて「あなたがこの事態を深刻に受け止め、リーダーシップを発揮して立ち向かっている姿は全く見えてこない」と非難し、森内閣が推進していた「教育改革」についても「様々なスキャンダルを引き起こし、真相究明から逃げているあなたが、どんなに立派なことを言っても、子どもたちは絶対にあなたの話を聞かないだろう」「あなたには教育をする、教育改革を語る資格はない」「あなたにできる唯一の教育は、静かにこの壇上から立ち去ること」と非難した。

### 内政
- 選択的夫婦別姓制度に賛成。婚姻によりどちらかの姓を選択しなければならないことは、どちらかが変わること。代わったほうは、今までの個が否定される感覚に陥ったり、社会的にも不自由な思いをすることになる。選択するかしないかの自由を制限しなければならないいかなる理由も見当たらない。お互いの生き方の自由を認め合うパートナーシップの考え方になるべき、と述べている[13]。

### 韓国関連の活動
- 2004年12月、韓国にクォータ制に関する勉強団の顧問として訪韓した[14]。
- 2005年12月5日、韓国のウリ党女性議員を日本に招いた懇談会で挨拶に立ち「韓国の選挙制度、男女共同参画社会の実現にむけた韓国の政策、選挙のあり方、新人を発掘の仕方などについて、たくさんの勉強をさせていただいた」と述べた[15]。
- 2006年3月6日、民主党の党本部に韓国の国会議員2名を迎えた少子高齢社会と男女共同参画に関する意見交換で挨拶に立ち、2005年に韓国を訪問した際の謝辞を述べた上で「韓国で学んだ内容も活かして、わが国における真の男女共同参画社会の実現のために今後も努力していきたい」などと語った[16]。
- 2010年11月23日に発生した延坪島砲撃事件において、事件明けの24日、国家公安委員会委員長として全国の警察本部に在日本朝鮮人総聯合会の動静を収集するよう指示した[17][18]。一方自身は事件発生日の23日は警察庁に登庁せず自宅待機していたことが明らかになった[19]。

### 慰安婦問題関連
- 2002年7月に参議院内閣委員会で戦時性的強制被害者問題の解決の促進に関する法律案を共同で発議[20]し、民主党・共産党・社民党3党で共同提出された｢戦時性的強制被害者問題解決促進法案｣について、提案者を代表して趣旨説明を行った[21][22]。
- 2003年2月、韓国への海外視察の際、元慰安婦と称する関係者が毎週水曜日に個人補償を求めて行う抗議行動（通称水曜デモ）に国会議員の立場として参加し日本の国旗にバツ印がついたプラカードの前で、こぶしを突き上げながら、在大韓民国日本国大使館にて行われている反日デモを応援した[23]。2010年10月14日に参議院予算委員会において西田昌司から「（岡崎の活動は）日本人の血税を使って日本（の慰安婦）でなく外国人のみお金を渡そうとする行動」「自国の利益を排して外国のために働く。これは売国という。辞書でもそう書いてある。」「国会議員としての資格はない。直ちに辞めるべき。」と批判された[24]。また2010年10月22日の衆院法務委員会では稲田朋美議員から、日本の立場は日韓基本条約で解決済みとしているため、「個人補償を求める韓国のデモに参加し、何を訴えていたのか」等の質問に岡崎は「人間の尊厳を取り戻すため」デモに参加したことしか覚えていないとし、質問への明確な回答をせず、稲田からは答えられないこと自体がおかしな行為をした証拠と批判された[25]。
- 2004年12月3日、「被害者とともに『戦時性的強制被害者問題解決促進法案』の早期成立を求める集い」に参加[26]。
- 2005年2月28日、戦時性的強制被害者問題解決促進法案を再提出。法案提出後の記者会見で、慰安婦を称する女性たちが高齢化している現状を指摘し、内閣委員会での一刻も早い積極的な審議を求めた[27]。
- 2005年3月24日、中国人慰安婦問題について国会議事堂で開催された集会に、円より子と一緒に参加[28]。
- 2007年2月21日、マイク・ホンダがアメリカ合衆国下院121号決議を成立させる動きに連動し、米議会の公聴会で慰安婦を名乗り証言した李容洙を招いて開催した集会に参加。「現在、『促進法案（戦時性的強制被害者問題解決促進法案）』が（審議されず）吊るしっぱなしになっている。法案を通過させ被害者の名誉を回復したい。そのために通常国会で審議されるよう努力していく」と述べた[29]。
- 2007年3月8日、内閣総理大臣の安倍晋三が慰安婦問題で「強制はなかった」と発言したことに対して、市民団体『日本軍「慰安婦」問題行動ネットワーク』が国会前で抗議のデモを行うと、福島瑞穂、吉川春子らと一緒に激励の挨拶をした[30]。
- 2008年11月25日、第9回日本軍「慰安婦」問題アジア連帯会議に参加[31]。
- 2013年12月18日から20日に戦後補償を考える議員連盟の11名で三回目の訪韓団（団長:江田五月）を実行[32][33][34]。

### その他
- 2001年8月9日、野党有志議員が呼びかけた「小泉首相の靖国神社参拝反対の集い」に参加し、閉会の挨拶で「国民の意見が二分し、国益を大きく損なうと思われる中、あえて首相が参拝することに強く抗議する」と非難した[35]。
- 2004年4月、岡崎の政治団体が2001年7月の第19回参議院議員通常選挙の際、政治資金規正法で禁止されている外国人からの寄付（2万円）を受けていたと産経新聞などに指摘された[36][37]。

## 選挙歴
| 当落 | 選挙                     | 執行日         | 年齢 | 選挙区    | 政党       | 得票数     | 得票率 | 定数 | 得票順位 /候補者数 | 政党内比例順位 /政党当選者数 |
| ---- | ------------------------ | -------------- | ---- | --------- | ---------- | ---------- | ------ | ---- | ------------------ | ---------------------------- |
| 当   | 第39回衆議院議員総選挙   | 1990年02月18日 | 46   | 旧宮城1区 | 日本社会党 | 14万9740票 | 17.04% | 5    | 2/8                | /                            |
| 当   | 第40回衆議院議員総選挙   | 1993年07月18日 | 49   | 旧宮城1区 | 日本社会党 | 11万1360票 | 13.81% | 5    | 3/8                | /                            |
| 落   | 第41回衆議院議員総選挙   | 1996年10月20日 | 52   | 宮城1区   | 旧民主党   | 5万6537票  | 29.66% | 1    | 2/5                | /                            |
| 当   | 第17回参議院議員補欠選挙 | 1997年11月16日 | 53   | 宮城県    | 旧民主党   | 28万3255票 | 51.84% | 1    | 1/4                | /                            |
| 当   | 第19回参議院議員通常選挙 | 2001年07月29日 | 57   | 宮城県    | 民主党     | 32万417票  | 32.24% | 2    | 1/6                | /                            |
| 当   | 第21回参議院議員通常選挙 | 2007年07月29日 | 63   | 宮城県    | 民主党     | 54万9183票 | 52.74% | 2    | 1/4                | /                            |
| 落   | 第23回参議院議員通常選挙 | 2013年07月21日 | 69   | 宮城県    | 民主党     | 21万5105票 | 22.81% | 2    | 3/5                | /                            |

## 所属団体・議員連盟
- 在日韓国人をはじめとする永住外国人住民の法的地位向上を推進する議員連盟
- インクルーシブ教育を推進する議員連盟（副会長）
- 人権政策推進議員連盟（呼びかけ人・副会長）
- 戦後補償を考える議員連盟（会長）
- 民主党日韓議員交流委員会（幹事）
- 立憲フォーラム（顧問）
- 連合国捕虜問題と取り組む小委員会（副委員長）[38]
- 新政局懇談会
- リベラルの会
- サンクチュアリ